# Route 260 (Nouveau-Brunswick)
Pour les articles homonymes, voir Route 260.
La route 260 est une route locale du Nouveau-Brunswick située dans le nord-ouest de la province, dans le comté de Restigouche, dans la région de Saint-Quentin et de Kedgwick. Elle mesure 22 kilomètres. Elle est, de plus, pavée sur toute sa longueur.

## Tracé
La 260 débute à Rang-Douze-Sud, 3 kilomètres au sud de Saint-Quentin, sur la route 17. Elle commence par se diriger vers l'est pendant 3 kilomètres, puis bifurque vers le nord à Rang-Quatorze, à une intersection en T. Elle se dirige ensuite vers le nord pendant ses 19 prochains kilomètres, en croisant la route 180 à Five Fingers, puis en possédant quelques courbes à Limerick et Saint-Martin-de-Restigouche. Elle se termine dans le centre de Kedgwick, à sa jonction avec la route 17 à nouveau. 

## Intersections principales
| Route 260   |                |    |                                                |                                                                     |
| Comté       | Location       | km | Intersection/Destinations                      | Notes                                                               |
| Restigouche | Rang-Douze-Sud | 0  | R-17, Saint-Quentin, Saint-Léonard, Edmundston | Début de la 260                                                     |
| Restigouche | Rang-Quatorze  | 3  | Chemin Range 14 sud, Rang-Quatorze             | La 260 bifurque vers le nord à l'intersection en T (vers la gauche) |
| Restigouche | Five Fingers   | 6  | R-180, Saint-Quentin, Bathurst                 |                                                                     |
| Restigouche | Kedgwick       | 22 | R-17, Saint-Quentin, Campbellton               | Fin de la 260                                                       |